# Tillandsia pinicola
Tillandsia pinicola är en gräsväxtart som beskrevs av Ivón Mercedes Ramírez Morillo och Germán Carnevali. Tillandsia pinicola ingår i släktet Tillandsia och familjen Bromeliaceae. Inga underarter finns listade i Catalogue of Life.